# Naxxar Lions Football Club
Maillots
Le Naxxar Lions Football Club est un club de football maltais basé à Naxxar.

## Histoire
Fondé en 1920, le Naxxar Lions Football Club est le premier club de football du nord de Malte. Après avoir joué quelques saisons dans les petites divisions maltaises, le club rejoint la 1re division dans les années 1980, avec l'arrivée du nouveau président du club, Michael Zammit Tabona. Le club parvient à se maintenir dans l'élite jusqu'au début des années 2000, où il est relégué successivement en 2e division, puis en 3e division.
En 2010, le club réussit à faire un retour en D2, puis la saison suivante, il est de nouveau promu en première division.
Le club possède également une équipe de futsal, entraînée par Keith Borg.

## Personnalités du club

### Joueurs notables
- Paul Mariner
- David Johnson
- Ousseni Zongo
- Demba Touré

## Palmarès
- Championnat de Malte de deuxième division (1)
  - Champion : 2013
  - Vice-champion : 2023